# Richard Sale
Pour les articles homonymes, voir Sale.
Richard Sale, né à New York le 17 décembre 1911 et mort à Los Angeles le 4 mars 1993, est un réalisateur, un scénariste, un romancier et un nouvelliste américain. Prolifique écrivain, il publie de nombreuses nouvelles pour les pulps et les journaux américains avant de livrer quelques romans, puis de s'orienter vers le cinéma où il exerce les fonctions de scénariste, puis réalisateur. On lui doit notamment les films Le Petit Train du Far West, Les hommes épousent les brunes ou Pour que les autres vivent.

## Biographie
Naissance à New York. Il étudie à la Washington and Lee University de Lexington dans l'état de Virginie et débute, en parallèle, une carrière d'écrivain. Particulièrement actif comme auteur de nouvelles, il écrit plus de trois cent cinquante textes pour de nombreux journaux et magazines, tels que le The Saturday Evening Post et Collier's Weekly, ainsi que pour des pulps américains, notamment Detective Fiction Weekly, Double Detective, Dime Detective, Argosy, Black Mask et The Saint Detective. Il s'y fait notamment remarqué avec les aventures du reporter et détective Joe Daffy Dill et de ses acolytes Candid Jones et Bill Hanley, où le genre du roman policier flirte avec le bizarre et le fantastique.
Il écrit un premier roman en 1936 intitulé Not Too Narrow, Not Too Deep, puis un second, Is a Ship Burning ?, en 1937. Approché la même année par la société de production cinématographique Columbia, il écrit pour elle le scénario du film Le Coffre magique de David Selman et entame alors une prolifique carrière de scénariste à Hollywood qu'il conjugue à son activité d'écrivain.
Son premier roman est adapté au cinéma en 1940 et devient le film Le Cargo maudit. Il rencontre Anita Loos, puis sa nièce, la scénariste Mary Loos (en) qu'il épouse et avec qui il collabore par la suite sur de nombreux projets. En 1942, il signe Lazarus no 7 et Passing Strange, deux romans policiers au ton acerbe envers le monde du cinéma hollywoodien où apparaît le personnage du policier détective Daniel Webster. Ces titres sont traduits par Jacques-Laurent Bost et publié au sein de la collection Série noire en 1950. En 1946 et 1947, il collabore à quatre reprises avec le réalisateur Allan Dwan, puis se lance comme réalisateur avec le film Spoilers of the North. Il mêle alors ses activités de romancier, de scénariste et de réalisateur et poursuit son travail à Hollywood.
En 1950, il réalise la comédie sur fond de film western Le Petit Train du Far West. Il s'inspire d'une nouvelle de Sy Gomberg pour écrire le scénario de la comédie Planqué malgré lui, réalisé par John Ford. Il réalise lui-même la suite du film Les hommes préfèrent les blondes d'Howard Hawks sous le titre Les hommes épousent les brunes en 1955. En 1957, il réalise son dernier film Pour que les autres vivent. Il se retire de l'industrie du cinéma en 1958 et travaille quelques années pour la télévision. Il imagine d'abord la série télévisée Yancy Derringer (en), puis signe plusieurs épisodes pour diverses séries. Publié en 1963, son roman The Oscar est adapté au cinéma en 1966 et devient le film La Statue en or massif (The Oscar).
Il donne en 1971 le thriller d'espionnage For the President's Eyes. Il adapte ce roman pour le cinéma pour Peter Hunt qui réalisé le film Protection rapprochée en 1987.
Sale décède en 1993 à Los Angeles à l'âge de 81 ans.

## Œuvre

### Romans

#### SérieDaniel Webster
- Lazarus no 7 (1942) Publié en français sous le titre Lazare no 7, traduction de Jacques-Laurent Bost, Paris, Série noire no 48, 1950 ; réédition Carré noir no 171, 1974.
- Passing Strange (1942) Publié en français sous le titre Des vertes et des pas mûres, traduction de Jacques-Laurent Bost, Paris, Série noire no 69, 1950.
- Benefit Performance (1946) Publié en français sous le titre Crime à Holywood, traduction de Jeanne Erié, Paris, L'Énigme, 1950.

#### Autres romans
- Not Too Narrow, Not Too Deep (1936)
- Is a Ship Burning ? (1937)
- Cardinal Rock (1940)
- Sailor Take Warning (1942)
- Death at Sea ou Destination Unknown (1943)
- Death Looks In (1943)
- Home Is the Hangman (1949)
- Murder at Midnight (1950)
- The Oscar (1963)
- The White Buffalo (1975) Publié en français sous le titre Le Bison blanc, traduction de Jean-Pierre Huet, Paris, Presses de la Renaissance, 1977.
- The Man who Raised Hell ou For the President's Eyes (1971)

### Nouvelles

#### SérieJoe "Daffy" Dill, Bill Hanley et Candid Jones
- The Fifty Grand Brain (1934)
- A Nose for News (1934) Publié en français sous le titre Le Nez au vent, dans Détectives de choc, Paris, Gallimard, Série noire no 1262, 1969.
- The Ghost Wore Boots (1934)
- Cocked Dice (1934)
- A Slug for Cleopatra (1934)
- The Mute One (1934)
- The Bumper-Offer (1935)
- The Dancing Corpse (1935)
- Man Bits Dog! (1935)
- Green Samba (1935)
- I Cover Crime (1935)
- Twenty-Three Million (1935)
- The Strangler Without Hands (1935)
- The Balinese Dagger (1935)
- Double Trouble (1935)
- Long Shot (1935)
- Neat But Not Gaudy (1935)
- The Dancing Rats (1935)
- The Cobra is a Gentleman (1935)
- The Murderous Mr. Coon (1935)
- Murder on the Film (1935)
- Killer Takes All (1935)
- The Fifty Grand Payoff (1935)
- The Hot-Ice Man (1936)
- The State Saved $250 (1936)
- One Herring - Very Red (1936)
- The Ghost of a Dog ou Ghosts in C-Minor (1937) Publié en français sous le titre Le Fantôme d'un chien, Paris, Fayard, Le Saint détective magazine no 23, janvier 1957
- Spin Down, Spin In (1937)
- Flash! (1937)
- Hanley Has a Homicide (1937)
- Quote the Raven: "Nevermore!" (1937)
- The Big Top Murders (1937)
- Ghost of a Chance (1937)
- Make Way for a Dagger (1937)
- Guns for Spain (1937)
- Jim-Jam (1937)
- The Camera Kills (1937)
- Pictures in the Dark (1938)
- Exclusive! (1938)
- Chiller Diller (1938)
- Back Stage (1938)
- The Mother Goose Murders (1939)
- No Nice Girl Kills (1939)
- Poke a Cobra in the Eye (1939)
- The Three Wise Men of Babylon (1939) Publié en français sous le titre Les Trois Babyloniens, Paris, Fayard, Le Saint détective magazine no 29, juin 1957
- Nail Down the Lid (1940)
- A Short Voyage Home (1940)
- Ghosts Don't Make Noise ou Ghost Don't Make No Noise (1941) Publié en français sous le titre Les fantômes ne font pas de bruit, Paris, Fayard, Le Saint détective magazine no 48, février 1959 ; réédition dans Histoires de machinations, Paris, Presses-Pocket no 3232, 1990
- Delayed Action (1941)
- Death Flies High (1943) Publié en français sous le titre La mort plane haut dans le ciel, Paris, Fayard, Le Saint détective magazine no 32, octobre 1957

#### SérieCaptain McGrail
- Perseus Had a Helmet (1938)
- He Floats Throught the Air (1939)
- The Man with the Magical Eyes (1940)
- The Curious Cop (1940)
- The Black Spot (1941)
- The Deadly Meek (1941)

#### SérieLieutenant Alec Mason
- Avoid All Combat (1935)
- Where the Buffalo Roam (1943)
- Flash Fever (1943)
- Rendezvous with Sally (1943)
- The Captain's Bill of Goods (1943)
- Pickle Lugger (1943)
- Me and My Bomb (1943)
- Her Form Was Fair (1944)
- Heaven is a Foxtrot (1944)
- The Gentleman From Stalingrad (1944)
- All Squared Away (1944)
- A Ticket to Slateside (1944)
- Always the Best Man (1945)

#### Autres nouvelles
- Swell Night (1932)
- The White Cobra (1932)
- Ten O’Clock (1933)
- The House of Kaa (1934)
- Terror Train (1934)
- Sting of the Scorpion (1934)
- The King Takes Command (1934)
- The House of the Praying Ghost (1934)
- The Egg (1935)
- The Reptile Murders (1935)
- The Museum Murders (1936)
- Mungo (1936)
- Survivor of Hell (1936)
- Screwball (1937)
- $50,000 Legs (1937)
- Hell and High Water (1937)
- Blood Upon the Waters (1937)
- Dear Old Mudder of Mine (1937)
- Close, But No Cigar (1937)
- South by the Sun (1937)
- Sucker for a Squid (1937)
- Isle of Troubled Night (1937)
- A Swap for Stonewall Jackson (1938)
- A Hearse for Hiawatha (1938)
- Passage to Nantua (1938)
- Chance Has a Whip (1938)
- The Old Army Game (1938)
- A Place for the Night (1938)
- A Letter for Mr. Lincoln (1938)
- The Gentleman from Virginia (1938)
- The Enchanted Mug (1938)
- Duello (1938)
- The Mad Brain (1938)
- Shadows Over China (1938)
- A Star to Steer By (1938)
- The Rogue (1938)
- Gentlemen, the Flag (1938)
- The Devil Made a Derringer (1938)
- Death Had a Pencil (1938)
- Peabody's War (1938)
- No Chin (1938)
- One and One Makes One (1938) Publié en français sous le titre Un plus un égale un, Amiens, Encrage, Pulps no 5 Le Mort ricanant, 1988
- Him and General Lee (1939)
- None But the Brave (1939)
- Monkey in the Morgue (1939)
- Down at Sea ou Down at Sea - No Position (1939)
- Slade's Idol (1939)
- This Corpse Stayed Overnight (1939)
- The Rebels Are Coming! (1939)
- The Judas Tree (1939)
- I Want to Be Like Lefty (1939)
- Hear Them Whistles Blowing! (1939)
- Benefit Performance (1939)
- Mosquito (1939)
- No Patriot There (1939)
- Mudder (1939)
- Strange Melody (1939)
- The Widow o' Woonsocket Hollow (1939)
- Journey to Judgement (1939)
- River Risin' (1939)
- The Lonely World (1939)
- The Greedy Touch (1939)
- The Tin Fish (1940)
- Till Doomsday (1940)
- The Curious Cop (1940)
- The Green Bugle (1940)
- Tildy Was a Lady (1940)
- Nice Dogs Don't Sing Dixie (1940)
- Dig Another Grave (1940)
- Old Chainmouth (1940)
- Galileo's Collar (1940)
- Old Uncle Ghost (1940
- The Corpse Who Called at Dawn (1940)
- A Trip to Perdition (1940)
- Warhead (1941)
- Have You Ever Been Alone? (1941)
- No Time for Mercy (1941)
- Death on High Iron (1941)
- The Devil's Mistress (1941)
- At All Costs (1941)
- Sing a Song of Murder (1941)
- Torpedo (1941)
- Defence of the Realm (1941)
- Treasure from Green Hell (1942)
- Loose Ends (1942)
- Out of Darkness (1942)
- No Time for Glory (1942)
- Corpse House (1942)
- Attack at Sight (1942)
- Cushion Job (1942)
- Visibility Zero (1942)
- A Place to Roost (1942)
- Detour - to Death (1943)
- Last Trip (1943)
- Beam to Brazil (1943)
- Flash Fever (1943)
- Active Duty (1943)
- The Omen (1943)
- Special Mission (1943)
- Trial by Combat (1943)
- Collar of Hercules (1944)
- Her Form Was Fair (1944)
- Too Old for Action (1944)
- For the Admiral's Pleasure (1945)
- No Hiding Place Down There (1945)
- Man for the Mission (1945)
- A Bag of Heaven's Tears (1950)

## Filmographie

### Comme réalisateur
- 1947 : Spoilers of the North
- 1948 : Campus Honeymoon
- 1950 : Le Petit Train du Far West (A Ticket to Tomahawk)
- 1950 : Parade du rythme (I'll Get By)
- 1951 : Folies de Broadway (Meet Me After the Show)
- 1951 : Madame sort à minuit (Half Angel)
- 1951 : Chéri, divorçons (Let's Make It Legal)
- 1952 : Seules les femmes savent mentir (My Wife's Best Friend)
- 1953 : The Girl Next Door
- 1954 : La rousse mène l'enquête (Malaga)
- 1955 : Les hommes épousent les brunes (Gentlemen Marry Brunettes)
- 1957 : Pour que les autres vivent (Seven Waves Away)

### Comme scénariste et/ou auteur de l'œuvre original

#### Au cinéma
- 1937 : Le Coffre magique (Find the Witness) de David Selman
- 1938 : Shadows over Shanghai (en) de Charles Lamont
- 1940 : Le Cargo maudit (Strange Cargo) de Frank Borzage, d'après le roman Not Too Narrow, Not Too Deep
- 1946 : Rendezvous with Annie d'Allan Dwan
- 1947 : Musique aux étoiles (Calendar Girl) d'Allan Dwan
- 1947 : Poste avancé (Northwest Outpost) d'Allan Dwan
- 1947 : Jenny et son chien (Driftwood) d'Allan Dwan
- 1948 : The Inside Story d'Allan Dwan
- 1948 : Le Bourgeois téméraire (The Dude Goes West) de Kurt Neumann
- 1948 : Lady at Midnight de Sam Newfield
- 1949 : Mother Is a Freshman de Lloyd Bacon
- 1949 : Monsieur Belvédère au collège (Mr. Belvedere Goes to College) d'Elliott Nugent
- 1949 : Father Was a Fullback de John M. Stahl
- 1950 : Planqué malgré lui (When Willie Comes Marching Home) de John Ford
- 1950 : This Side of the Law (en) de Richard L. Bare
- 1953 : Remarions-nous (Let's do it again) d'Alexander Hall
- 1954 : French Line (The French Line) de Lloyd Bacon
- 1954 : Je dois tuer (Suddenly) de Lewis Allen
- 1954 : Les femmes mènent le monde (Woman's World) de Jean Negulesco
- 1956 : Over-Exposed de Lewis Seiler
- 1958 : La Dernière Torpille (Torpedo Run) de Joseph Pevney
- 1966 : La Statue en or massif (The Oscar) de Russell Rouse
- 1977 : Le Bison blanc (The White Buffalo) de J. Lee Thompson
- 1987 : Protection rapprochée (Assassination) de Peter Hunt

#### À la télévision
- 1958 : Yancy Derringer (en)
- 1965 : Mr Belvedere de Frederick de Cordova

## Sources
- Claude Mesplède, Dictionnaire des littératures policières, vol. 2 : J - Z, Nantes, Joseph K, coll. « Temps noir », 2007, 1086 p. (ISBN 978-2-910686-45-1, OCLC 315873361), p. 705-706.
- Claude Mesplède et Jean-Jacques Schleret (Éd. rév. de: SN, voyage au bout de la Noire), Les auteurs de la Série noire, 1945-1995, Nantes, Joseph K, coll. « Temps noir », 1996, 627 p. (ISBN 978-2-910686-11-6, OCLC 300207570), p. 410-411.
- (en) John M. Reilly (Ed.), Twentieth-century crime and mystery writers, New York, St. Martin's Press, coll. « Twentieth-century writers of the English language », 1982 (réimpr. 1991), 2e éd., 1568 p. (ISBN 978-0-312-82417-4, OCLC 6688156), p. 161-163.